# Kitagadás
A kitagadás az öröklési jog intézménye. Nem jár kötelesrész annak, akit az örökhagyó végintézkedésében érvényesen kitagadott. A kitagadás csak akkor érvényes, ha a végintézkedés annak okát kifejezetten megjelöli.

## 2014. március 15-e előtt

### Feltételei
- Kitagadásnak van helye, ha a kötelesrészre jogosult
  - a) az örökhagyó után öröklésre érdemtelen lenne;
  - b) az örökhagyó sérelmére súlyos bűncselekményt követett el;
  - c) az örökhagyó egyenes ági rokonainak házastársának vagy bejegyzett élettársának életére tört, vagy sérelmükre egyéb súlyos bűntettet követett el;
  - d) az örökhagyó irányában fennálló törvényes eltartási kötelezettségét súlyosan megsértette;
  - e) erkölcstelen életmódot folytat;
  - f) jogerősen öt évi vagy azt meghaladó szabadságvesztésre ítélték.[2]
- Házastársát vagy bejegyzett élettársát az örökhagyó házastársi, bejegyzett élettársi kötelességet durván sértő magatartása miatt is kitagadhatja.[3]

### A kitagadás érvénytelensége
- A kitagadás érvénytelen, ha okát az örökhagyó végintézkedése előtt megbocsátotta, utólagos megbocsátással pedig a végintézkedés visszavonása nélkül is hatálytalanná válik.
- Ha a kitagadás érvénytelen, az örökösnek kötelesrészre van igénye. Az utólagos megbocsátással hatálytalanná váló kitagadás esetében az örökös az általános szabályok szerint örököl.[4]

## 2014. március 15-e után
Az új Polgári Törvénykönyv a korábbi szabályozás nagy részét megtartotta. A kitagadás feltételeit a törvény bővítette.

### Kitagadási okok
A kitagadási okokat a Polgári Törvénykönyv 7:78. §-a  szabályozza. Ezek szerint a  kitagadási okok a következők:
Kitagadásnak van helye, ha a kötelesrészre jogosult
a) az örökhagyó után öröklésre érdemtelen lenne;
b) az örökhagyó sérelmére bűncselekményt követett el;
c) az örökhagyó egyenesági rokonának, házastársának vagy élettársának életére tört vagy sérelmükre egyéb súlyos bűncselekményt követett el;
d) az örökhagyó irányában fennálló törvényes tartási kötelezettségét súlyosan megsértette;
e) erkölcstelen életmódot folytat;
f) - akit végrehajtandó szabadságvesztésre ítéltek - a büntetését még nem töltötte ki;
g) a tőle elvárható segítséget nem nyújtotta, amikor az örökhagyónak szüksége lett volna rá.
A nagykorú leszármazót az örökhagyó a vele szemben tanúsított durva hálátlanság miatt is kitagadhatja.
A szülőt az örökhagyó a sérelmére elkövetett olyan magatartás miatt is kitagadhatja, amely a szülői felügyeleti jog megszüntetésére ad alapot.
Házastársát az örökhagyó házastársi kötelességét durván sértő magatartása miatt kitagadhatja.
Aki kitagadás miatt kiesik az öröklésből, nem jogosult törvényes képviselőként a helyébe lépő személy örökségének kezelésére. Az ilyen vagyon kezelésére a szülői vagyonkezelésből kivont vagyon kezelésére vonatkozó szabályokat kell megfelelően alkalmazni.

### Megbocsátás
Ha a kitagadás okát az örökhagyó végintézkedése előtt megbocsátotta, a kitagadás érvénytelen, és az örökös kötelesrészre tarthat igényt.
Ha a kitagadás okát az örökhagyó a végintézkedése után megbocsátotta, a kitagadás a végintézkedés visszavonása nélkül hatálytalanná válik.